# Gordon Thomson (Schauspieler)

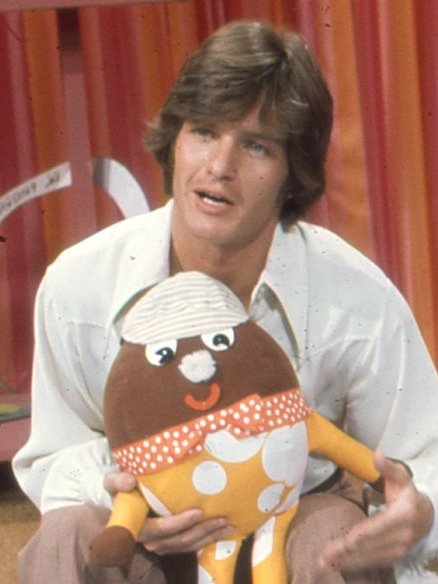
Gordon Thompson (1971)

Gordon Thomson (* 3. März 1945 in Ottawa, Ontario, Kanada) ist ein kanadischer Film- und Fernsehschauspieler.

## Leben
Thomson studierte Englisch an der McGill University in Montreal.
Er hatte 1969 sein Filmdebüt und spielte anschließend in mehreren Seifenopern wie High Hopes oder Ryan’s Hope mit. Seine bekannteste Rolle war die des intriganten und eifersüchtigen Michael Torrance bzw. Adam Alexander Carrington in der Fernsehserie Der Denver-Clan (Dynasty), den er von 1982 bis 1989 spielte. Neben Der Denver-Clan war Thomson auch noch in sieben weiteren Serien unter Federführung des Fernsehproduzenten Aaron Spelling zu sehen, allerdings hier eher in Gastrollen. In den 1990er- und 2000er-Jahren war Thomson erneut in einer Reihe von amerikanischen Seifenopern zu sehen, unter anderem von 1990 bis 1993 als Mason Capwell in California Clan. 
Im September 2017 outete sich Thomson als homosexuell.
Seine reguläre deutsche Synchronstimme war der Schauspieler Manfred Tümmler.

## Filmografie (Auswahl)
- 1969: Explosion
- 1977: Die Invasion der Raumschiffe (Starship Invasions)
- 1978: Leopold in the Snow
- 1978: High Hopes (Seifenoper, feste Rolle)
- 1980: Overkill – Durch die Hölle zur Ewigkeit (Fukkatsu no hi)
- 1980/1981: Der Vagabund – Die Abenteuer eines Schäferhundes (The Littlest Hobo, Fernsehserie)
- 1981: Ryan’s Hope (Fernsehserie, 30 Folgen)
- 1982–1989: Der Denver-Clan (Dynasty; Fernsehserie, 182 Folgen)
- 1985–1986: Die Colbys – Das Imperium (3 Folgen)
- 1985: Love Boat (Fernsehserie, 1 Folge)
- 1989/1990: Mord ist ihr Hobby (Murder, She Wrote; Fernsehserie, 2 Folgen)
- 1990–1993: California Clan (Santa Barbara; Fernsehserie, 326 Folgen)
- 1995: The Donor – Out of Law (The Donor)
- 1997: Baywatch – Die Rettungsschwimmer von Malibu (Baywatch; Fernsehserie, 1 Folge)
- 1997: Die Nanny (The Nanny; Fernsehserie, 1 Folge)
- 1997: Beverly Hills, 90210 (Fernsehserie, 2 Folgen)
- 1998–1999: Sunset Beach (Fernsehserie, 226 Folgen)
- 2001: Starlets (Fernsehserie, 1 Folge)
- 2006: Little Miss Sunshine
- 2006: Poseidon
- 2009: Zeit der Sehnsucht (Days of Our Lives; Fernsehserie, 5 Folgen)
- 2017: Afterburn/Aftershock